# アドリアン・ハンネマン
アドリアン・ハンネマン（Adriaen Hanneman、 Adriaen Haddeman や Adryaen Hannevaとも、1604年ころ - 1671年7月11日（葬礼日））は、オランダの肖像画家である 。イギリスやオランダで有力者の肖像画を描いた。

## 略歴
デン・ハーグで生まれた。アドリアン・ハンネマンの作とされる作品は1625年からのものであるが、1619年ころからハーグで働いていて、ハーグの肖像画家、ヤン・ファン・ラーフェステインとアントニー・ファン・ラーフェステインの兄弟の弟子であったと推定されている。
1626年から1638年の間はイギリスのロンドンで働き、1626年から1632年の間はデルフト生まれの画家ダニエル・マイテンス(c.1590-1647)の助手として働き、その後、有名な肖像画家アンソニー・ヴァン・ダイク(1599-1641)とも働いた。同時期にイギリスで働いていた肖像画家にはコーネリアス・ジョンソンもいた。
1638年にハーグに戻り活動した。1640年に師匠のヤン・ファン・ラーフェステインの娘と結婚した。1645年にハーグの聖ルカ組合の会長を務めるが、1656年に聖ルカ組合から独立し、画家の利益を守るために結成された「Confrérie Pictura(絵の兄弟信心会)」の創立メンバーになった。
ハンネマンの弟子にはJeremias van der Eyden、 Reinier de la Haye、 Marcus van der Linde、 Gijsbrecht van Lyberge、 Simon du Parcq、 Bernardus van der Vechte、 Jan Jansz. Westerbaen (II)、 Cornelis Wildtといった画家がいた。

## 作品

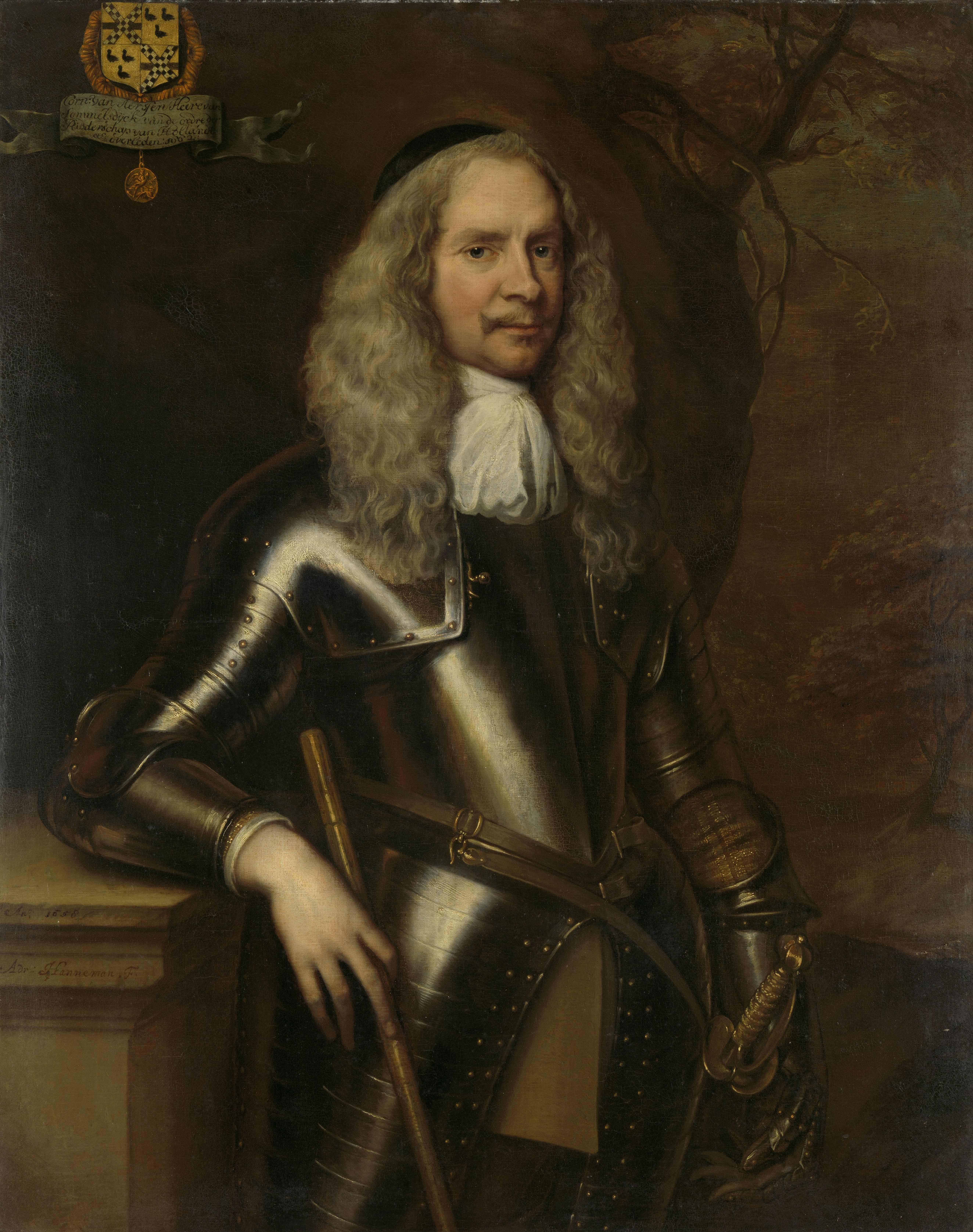
Cornelis van Aerssen van Sommelsdijck アムステルダム国立美術館蔵
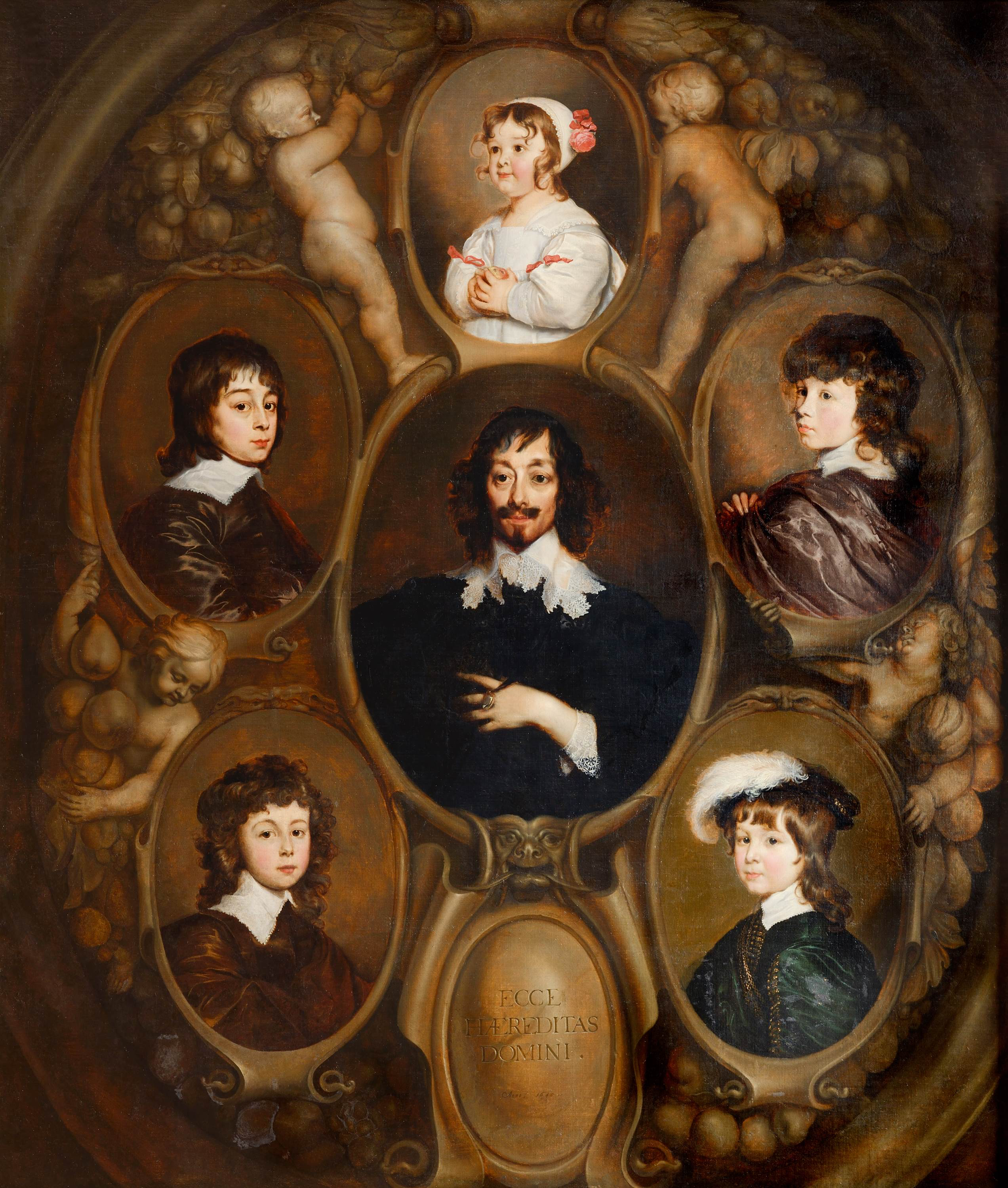
詩人、作曲家のConstantijn Huygensの家族
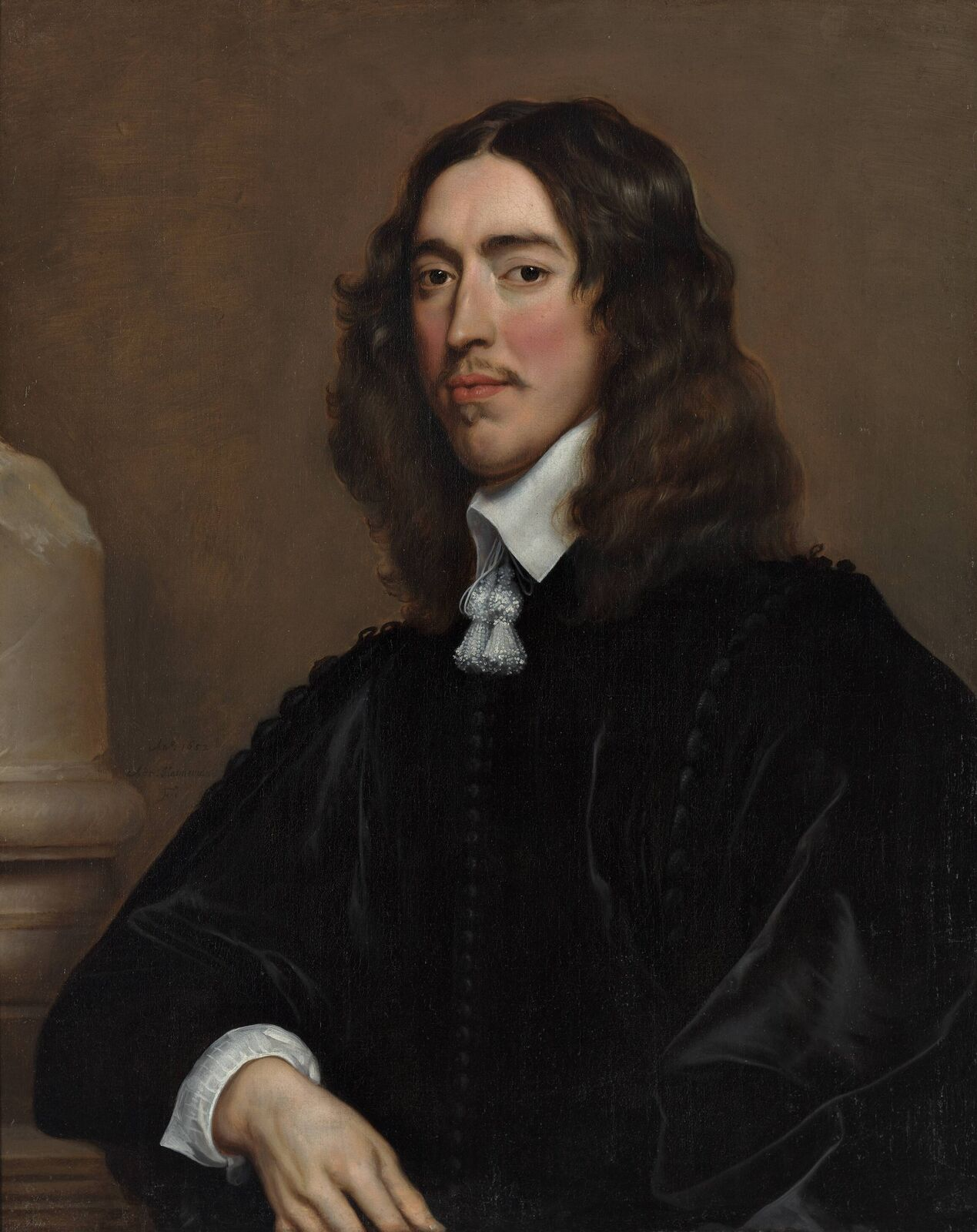
ヨハン・デ・ウィット
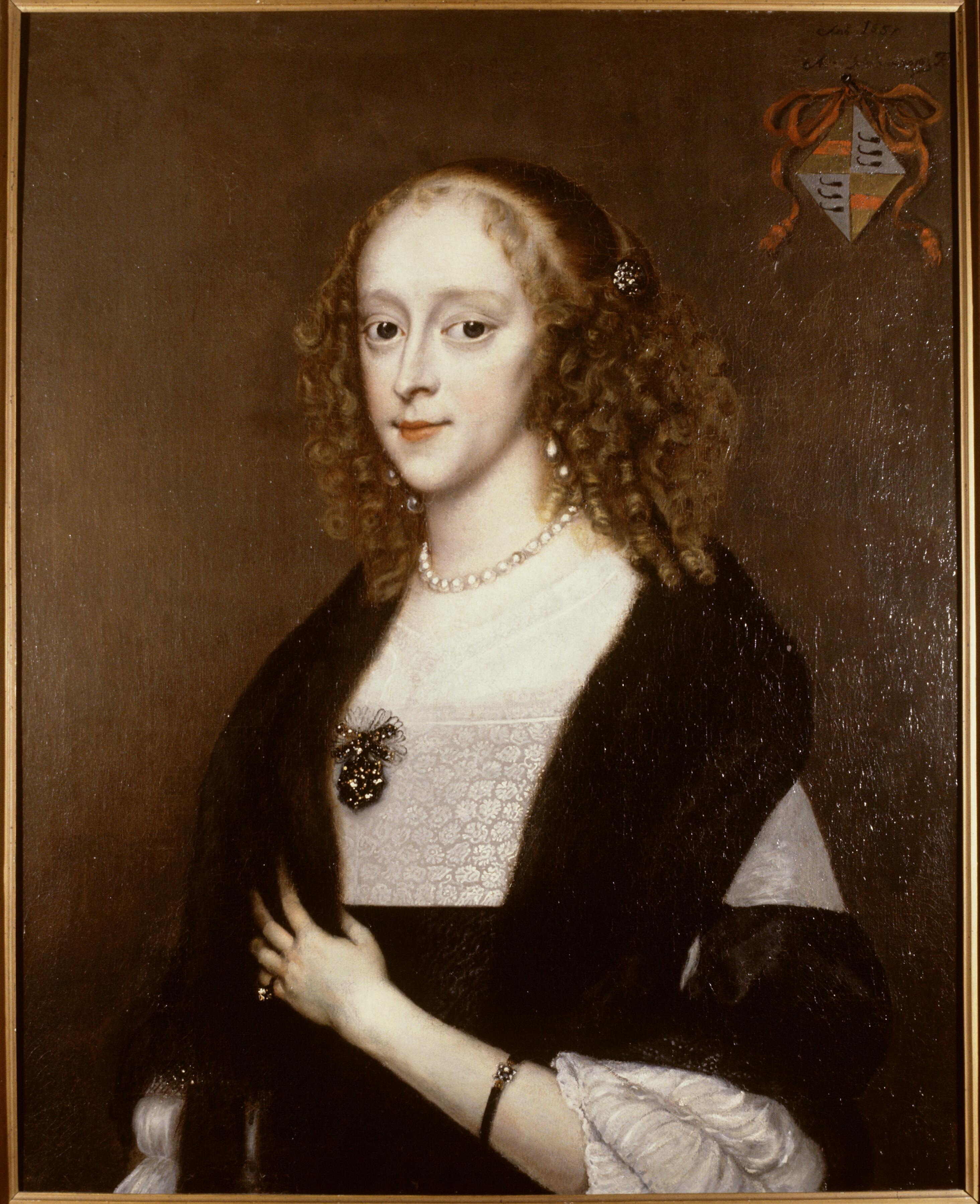
ヨハン・デ・ウィットの妻Wendela Bicker (1635–1668), 1659
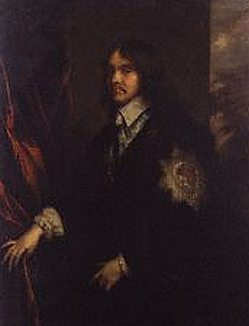
ウィリアム・ハミルトン (第2代ハミルトン公爵)、 ナショナル・ポートレート・ギャラリー蔵
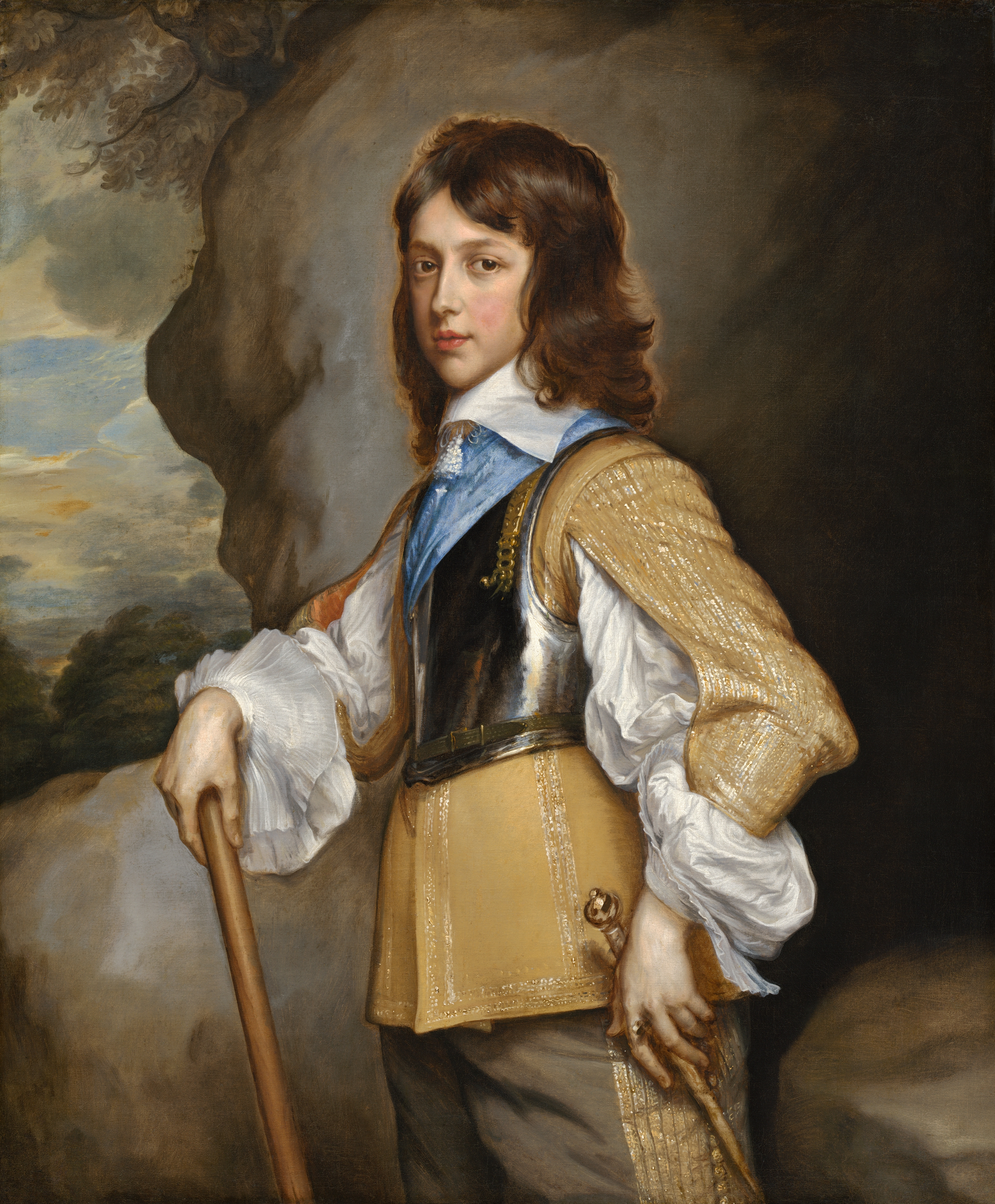
ヘンリー・ステュアート (グロスター公)'、 ナショナル・ギャラリー (ワシントン)蔵
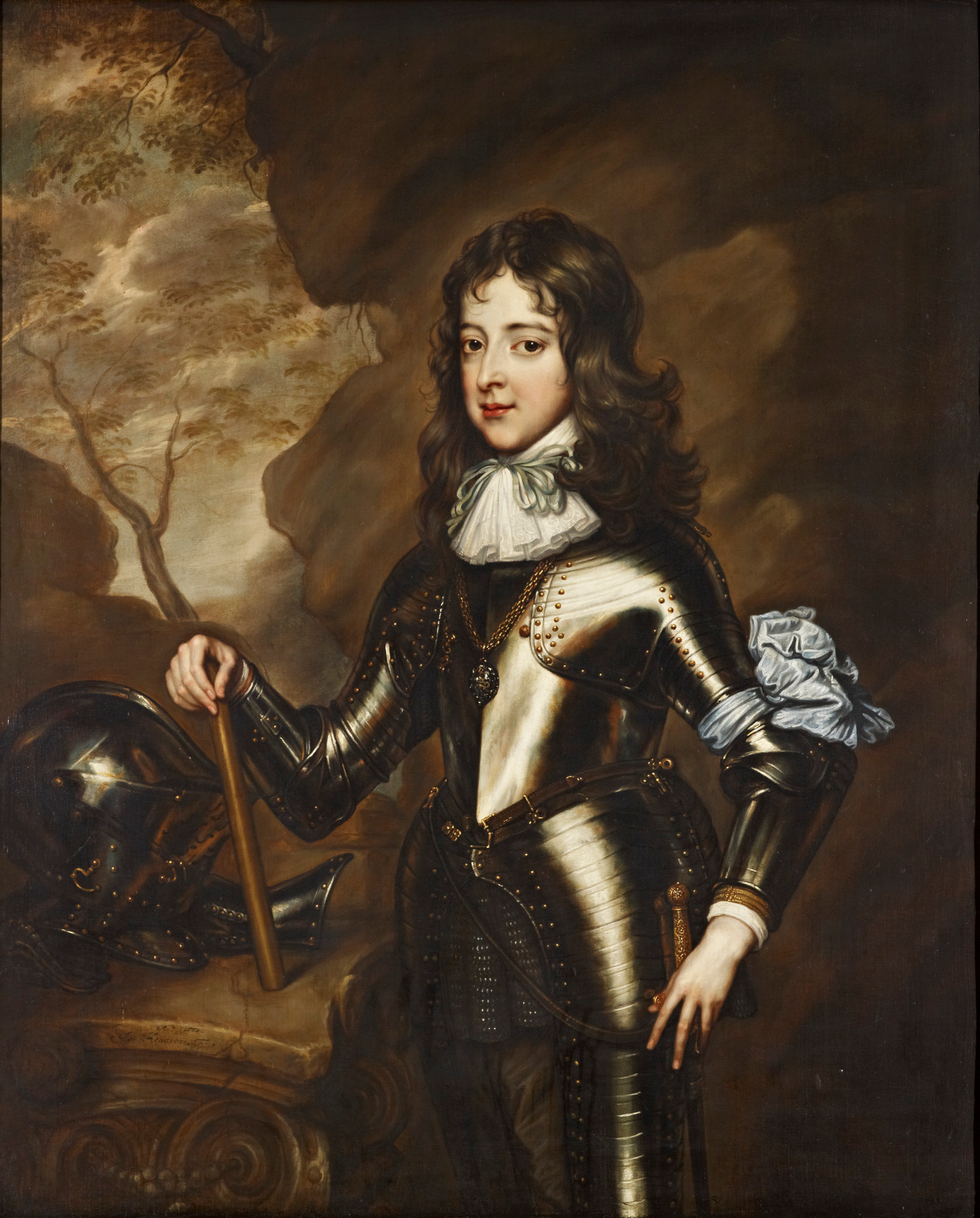
William III when Prince of Orange